# Headup
Headup è un brano musicale del gruppo musicale statunitense Deftones, nona traccia del secondo album in studio Around the Fur, pubblicato il 28 ottobre 1997 dalla Maverick Records.

## Descrizione
Considerato uno tra i brani più violenti ed aggressivi mai apparsi su un album dei Deftones, Headup ha visto la partecipazione di Max Cavalera, attualmente frontman dei Soulfly ed ex-Sepultura. Alla sua esecuzione ha collaborato come ospite anche il DJ Frank Delgado, unitosi al gruppo nel 1999 in pianta stabile. Il testo e la musica di Headup sono dedicati a Dana Wells, figliastro di Max Cavalera nonché amico personale dei Deftones, deceduto nel 1996 in seguito ad un incidente stradale.
Nel 1997, in seguito all'abbandono dei Sepultura, Cavalera decise di fondare un nuovo gruppo chiamato Soulfly, il cui nome si ispira alla frase "Soul fly, fly high, soul fly, fly free" che egli stesso urlava nel ritornello di Headup.
Headup è presente anche nella colonna sonora del videogioco Tony Hawk's Pro Skater 3 e in quella del film Manic (2001)
I Deftones l'hanno più volte riproposta dal vivo, alcune volte chiamando anche Max Cavalera per eseguirla insieme a loro, che a sua volta l'ha reinterpretata con i Soulfly.

## Cover
I Muse sono soliti eseguire il riff introduttivo del brano come finale per la loro canzone New Born.

## Formazione
Gruppo
- Chino – voce
- Stef – chitarra
- Chi – basso
- Abe – batteria

Altri musicisti
- Frank Delgado – effetti sonori
- Max Cavalera – voce e chitarra aggiuntive

Produzione
- Terry Date – produzione, registrazione, missaggio
- Matt Bayles – assistenza alla produzione, alla registrazione e al missaggio
- Ulrich Wild – registrazione, missaggio
- Steve Durkee – assistenza alla registrazione e al missaggio
- Ted Jensen – mastering
- Rick Kosick – fotografia
- Kevin Reagan – direzione artistica